# Merina
Merina är en folkgrupp från Madagaskar. De härstammar från immigranter från nuvarande Indonesien och är koncentrerade kring öns centrala högland. 

## Kultur
Merina har ett kastväsen bestående av tre stånd, Andriana (adel), Hova (den fria befolkningen) och Andevo (slavar). Benämningen Hova har i vissa fall använts synonymt med Merina.
Merinas har anlagt risodlingar av sydasiatisk karaktär och ris utgör stommen i merinas matkultur.

## Merinariket
Under slutet av 1700-talet började kung Andrianampoinimerina ena merinafolket, som tidigare bestått av ett flertal olika riken, under ett rike, merinariket/Imerina. I början av 1790-talet flyttade han sin huvudstad från Ambohimanga till Antananarivo och vid sin död hade han utvidgat sitt rike utanför merinafolkets område till att kontrollera stora delar av Madagaskar. Under hans son Radama I var nästan hela ön under merinas kontroll. Merinas hegemoni över ön varade i drygt ett sekel, tills Frankrike tog kontroll över Madagaskar och gjorde ön till en fransk koloni 1895.